# 시사안
시사안(중국어: 施士安, 백화자: Si Sū-an, 1694년 ~ 1749년)은 본명이 경(慶), 성이 야제(若齊), 자가 백흠(伯欽)으로 시세방(施世榜)의 장남이다. 그는 채씨와 왕씨
와 결혼했다. 그는 한때 신포장의 푸마 운하 일대를 개간하여 지역 재산 소유자가 되었다. 그는 또한 건륭 2년(1737년)에 봉산현 문묘(鳳山縣 文廟)를 수리하기 위해 돈을 기부했다. 건륭 5년(1740년)에는 부성(府城)의 해동서원(海東書院)에 학교 부지와 곡식을 기부했다.